# Stazione di Caserta
La stazione di Caserta è la stazione ferroviaria dell'omonimo capoluogo di provincia, nonché una delle più importanti della Campania. Si trova all'incrocio delle linee ferroviarie Roma-Napoli (via Cassino) e Napoli-Foggia.

## Storia
La stazione di Caserta è stata inaugurata il 20 dicembre 1843: fu costruita proprio di fronte alla Reggia per permettere ai sovrani di raggiungerla più facilmente. Fin dall'inizio ha avuto un ruolo fondamentale nei trasporti sia locali che nazionali, sia per quanto riguarda il traffico passeggeri che quello merci: venne infatti anche costruito un raccordo (dismesso negli anni 1990) che si collegava direttamente alla zona industriale di Caserta. La stazione fu completamente distrutta dal bombardamento americano del 16 settembre 1943. La costruzione del nuovo fabbricato viaggiatori fu completata nel 1950.
Negli anni 2000 si sono svolti importanti lavori di ammodernamento che hanno portato alla soppressione di un passaggio a livello che passava proprio sulle banchine della stazione mediante l'apertura di un sottopassaggio, poi aggiornato a livello estetico e funzionale nella seconda metà degli anni 2010.

## Strutture e impianti
Il fabbricato viaggiatori attuale ha un aspetto moderno, su due livelli, ricco di finestre, con un'ampia entrata: vi sono ospitati diversi servizi, tutti in ampi locali, quali biglietteria, bar e sede Polfer. La stazione non dispone attualmente del servizio di deposito bagagli.
All'interno si contano 6 binari passanti per il servizio viaggiatori, di cui 1 riservato al servizio di metropolitana leggera, muniti di banchine, pensiline e sottopassaggio.
La stazione dispone anche di un fabbricato merci, servito da diversi binari tronchi, anche se tale servizio non viene più effettuato.
È presente una rimessa locomotive.

## Movimento
A febbraio 2010, la stazione aveva un movimento passeggeri di circa 5.400.000 l'anno.
Nella stazione di Caserta fermano tutti i treni. Inoltre la stazione è anche capolinea di molti treni regionali per Napoli, Benevento e Piedimonte Matese. A partire dal 2009 la stazione è collegata col passante ferroviario di Napoli tramite la nuova relazione Napoli Gianturco-Napoli Traccia-Doppio Bivio Cassino che permette l'instradamento di treni effettuati con TAF che prestano servizio sulla nuova relazione regionale Napoli Campi Flegrei - Caserta.

## Servizi
Le banchine a servizio dei binari sono collegate tra loro tramite un sottopassaggio pedonale e sono accessibili ai portatori di disabilità grazie a degli ascensori. La stazione dispone di:
- Biglietteria a sportello
- Biglietteria automatica
- Servizi igienici
- Posto di Polizia ferroviaria
- Bar
- Negozi

## Interscambi
- Fermata autobus[7]

## Galleria d'immagini

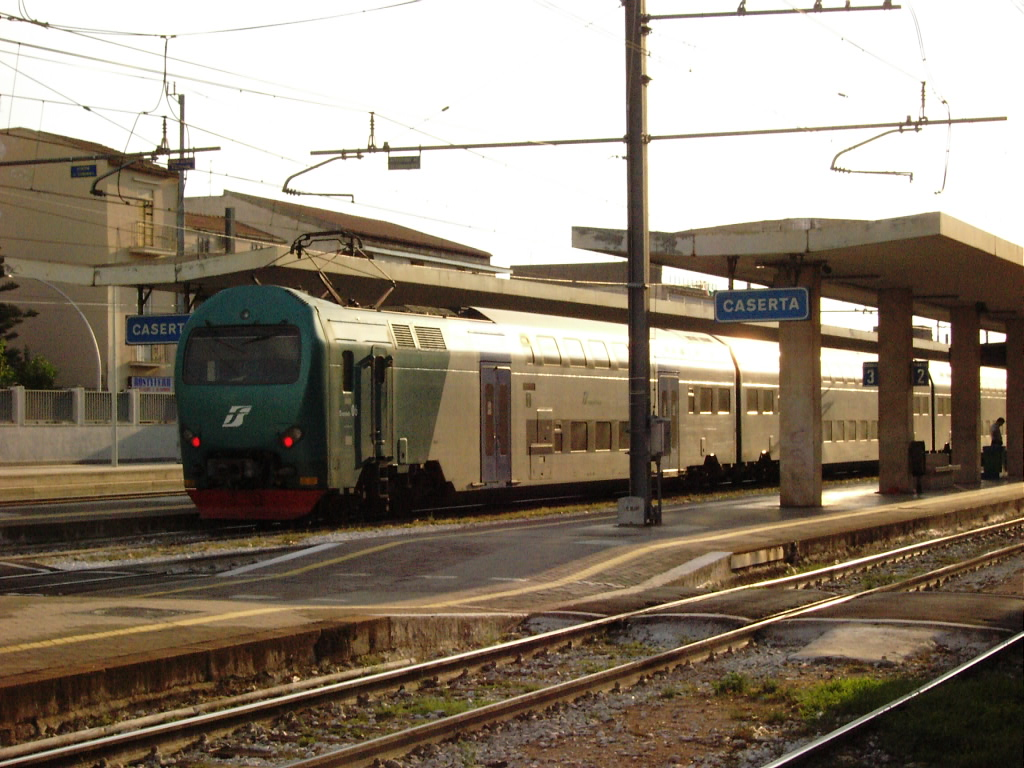
Interno della stazione, piattaforma del binario 4 e 3
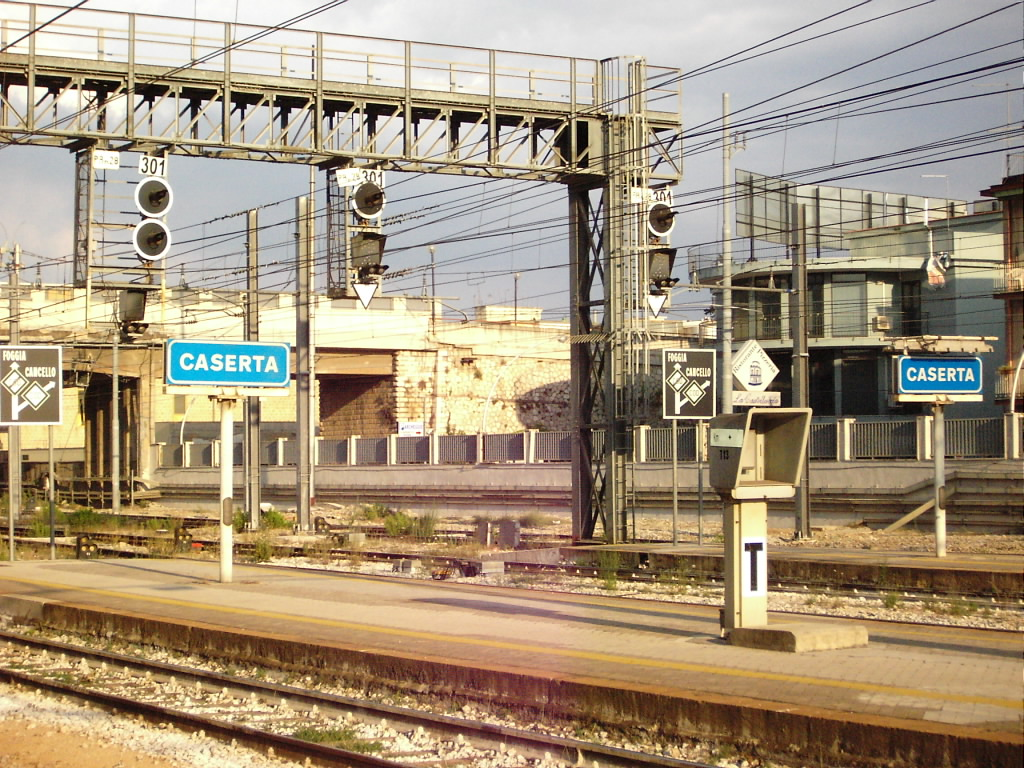
Direzione Foggia o Cancello